# Oregon Route 282
Az Oregon Route 282 (OR-282) egy oregoni állami országút, amely észak–déli irányban a 35-ös- és 281-es utakat köti össze Odellen át.
A szakasz Odell Highway No. 282 néven is ismert.

## Leírás
A szakasz Odell és Lenz találkozásánál ágazik le az OR 35-ről keleti irányban. Odellbe érkezvén az út északra fordul, majd az Odell Highway-re kanyarodva az OR 281-be torkollik.